# 原臺北刑務所官舍
原臺北刑務所官舍，位於臺灣臺北市大安區華光社區，為臺北刑務所殘留建築，2008年於華光社區都更前原決議不列為歷史建築，後經文資團體在2013年爭取，才列為歷史建築。

## 歷史

### 早期使用

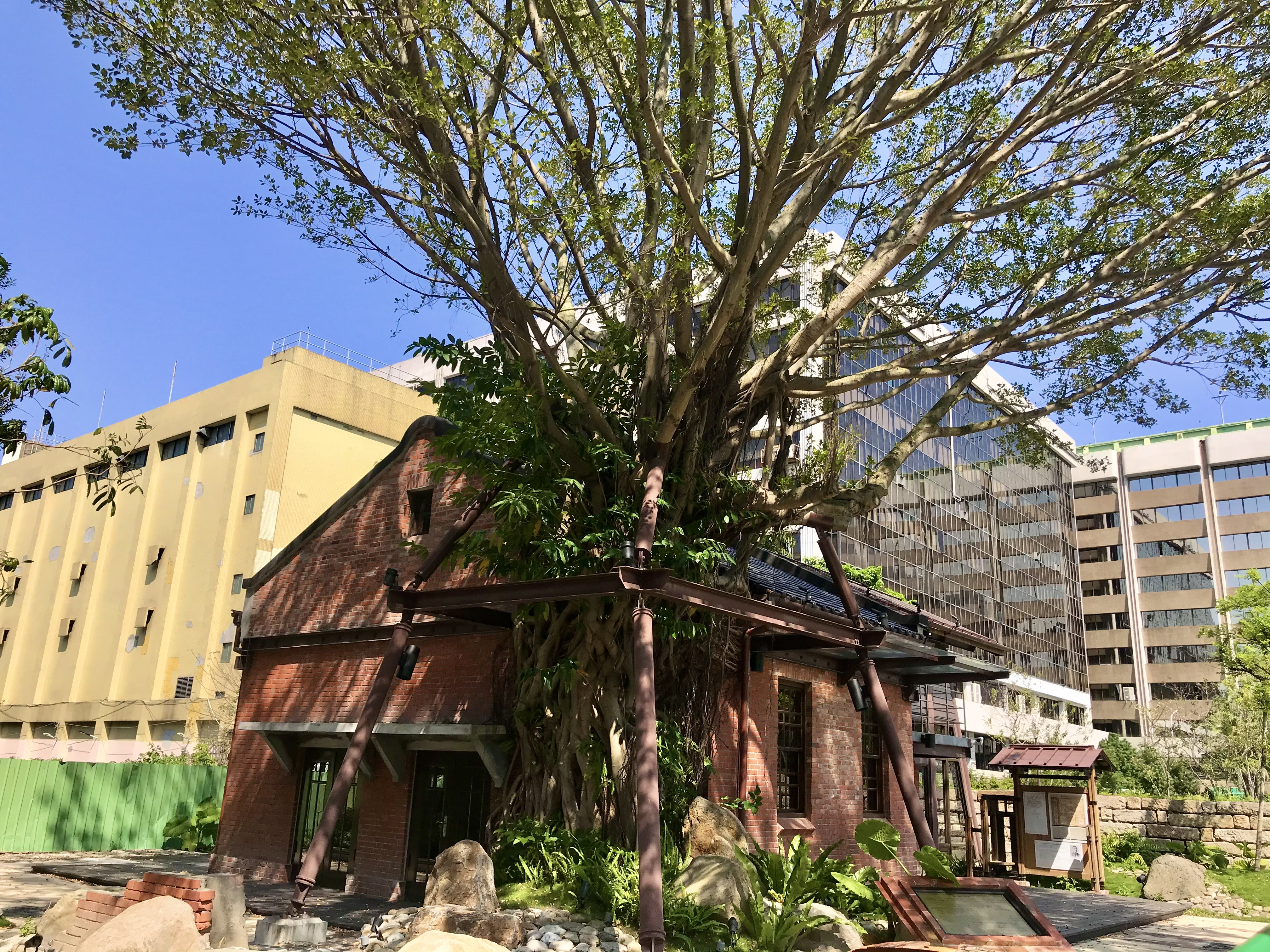
官舍浴場

台北刑務所附屬高階官舍是1895年起日本政府展開台北城外的第一項大型公共建築計畫，占地1632坪中由十九戶共用的九連棟佔758.67坪。使用的紅磚為臺灣煉瓦生產的TR磚。1949年後，這些建物屬法務部所有，原供法務部職員及眷屬居住，但不少軍民也占地建屋。

### 計畫拆除
1994年4月1日，市長黃大洲因都市更新帶團隊來此探勘時，市府官員指出，此宿舍群屬法務部高檢署，法務部與行政院人事行政局正籌辦公教住宅興建計劃，承辦的都市發展局將與法務部進行協調。2000年1月9日，立委陳學聖、李慶安、賴士葆、台北市議員李慶元、蔣乃辛、林奕華等舉行公聽會，要求妥善安排拆遷，獲法務部長陳定南支持。當時因住戶私下買賣違建房屋，衍生拆遷糾紛。像身為司法院前祕書長的住戶許金郎，2006年政府要求搬遷房子時卻拒搬，直到二審辯結前才接受一百八十萬元的補償金搬離，之後高院判決他須付相當於租金的四十七萬三千九百廿一元。

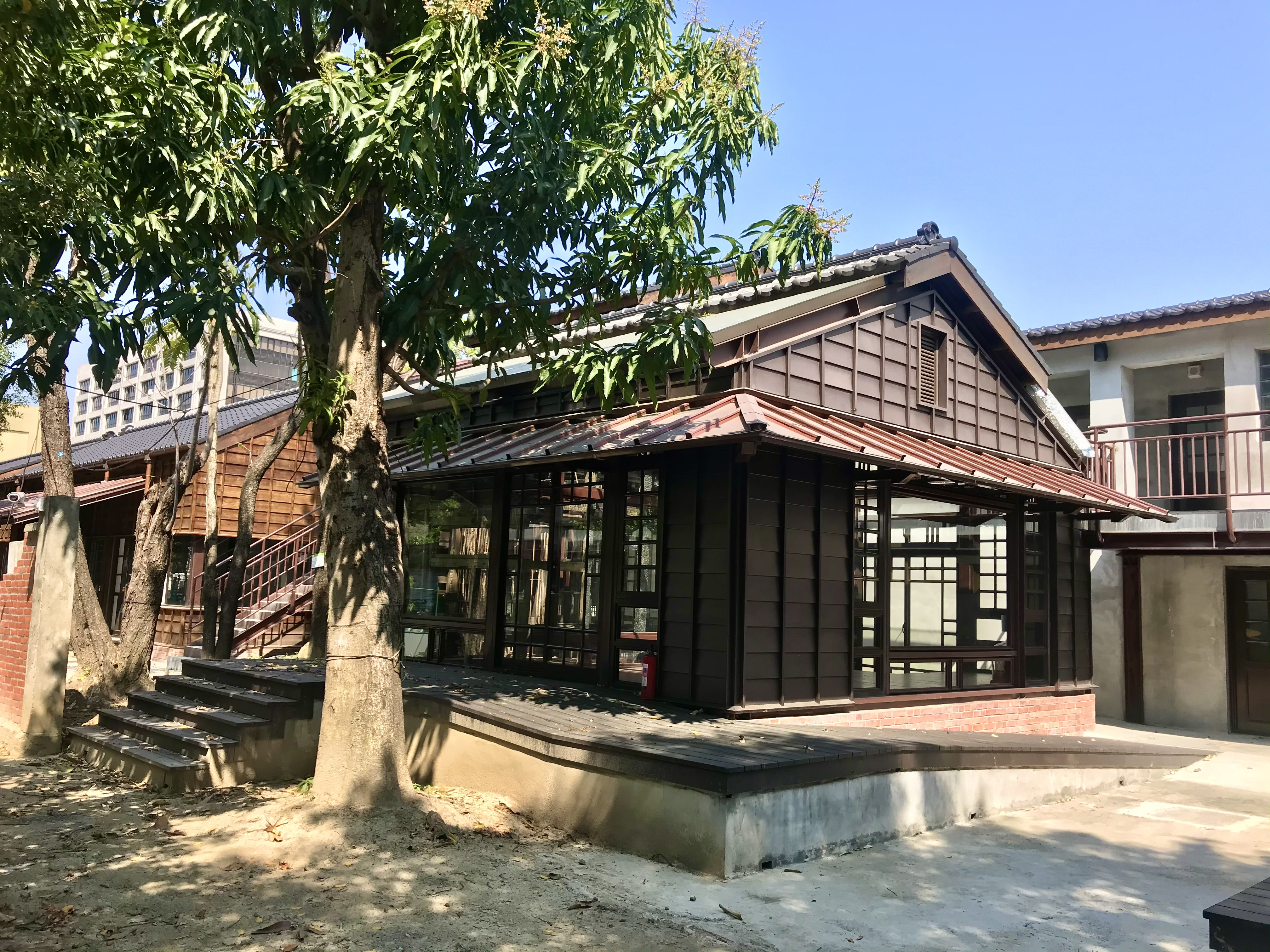
官舍

2007年11月2日，營建署舉行都市更新國際研討會，都發局宣布，此地緊鄰永康街商圈，又於國立中正紀念堂兩廳院旁，加上捷運信義線經過，有極大的發展空間，已將此區規劃為金融服務區。次年1月24日文資審議會第15次會議決議，此區建物不指定古蹟及不登錄歷史建築，惟金華街135號、金山南路二段44巷5號、杭州南路二段57巷、59巷部分建物，法務部須辦理測繪，適度留存該區歷史紋理。準內政部長廖風德於5月7日說，鑑此地緊鄰中正紀念堂與大安森林公園，發展觀光似乎更能發揮經濟效益。
2013年2月23日，法務部開始拆除房屋。3月26日，民進黨立委田秋堇、市議員徐佳青、顏聖冠、教授莊萬壽、台教會會長呂忠津等人會勘，提出列為市定古蹟，將設立紀念文化園區的要求。4月10日，文化局派員再次複查，經現地量測，發現其中有老樹白玉蘭已達保護樹木標準，要求法務部在16日停止拆除與浴場牆面相連的民宅。台北刑務所文化景觀護育聯盟人員、台灣大學大退休教授劉可強、淡江大學劉欣蓉等、日日春祕書吳若瑩在7月10日手持寫有「刑務所文化景觀大搶救　百年老屋老樹撐華光」布條，呼籲保留這些老屋、老樹群。8月15日，台北市文化資產審議委員會重啟華光社區文資鑑定案，決議將九棟的台北刑務所官舍登錄為歷史建築，並增列南側及東西側臺北監獄圍牆遺蹟為古蹟。

### 修復活化
2014年6月，台北市文化局從法務部接管刑務所官舍後，市政府計畫將一間作為獄政展示館，其他則列為第三波「老房子文化運動」。2016年9月25日凌晨發生火災，造成金華街157、159號和161、163號兩棟雙併建物受損。之前2013年8月11日，大安區錦泰里里長陳綱維接獲有可疑人士前來。
面對失火，市長柯文哲決定自行先動用新台幣1億8,000萬的二備金投入修復。市府投入1億3,000多萬進行修復，2018年10月動工。

為進行活化，市府於2019年9月18日公告招商，10月4日舉行說明會。最後由時藝多媒體得標，出資800萬元進行再利用工程，2022年1月5日位於愛國東路3號的宿舍開始對外開放。

## 外部連結
- 榕錦時光生活園區-原臺北刑務所官舍的Facebook專頁
- 榕錦時光生活園區的Instagram帳戶